# مدرسه ورزشی اسکیت نمایشی و هاکی ایروان
مدرسه ورزشی اسکیت نمایشی و هاکی ایروان (ارمنی: Երևանի գեղասահքի և հոկեյի մարզադպրոց; انگلیسی: Yerevan Figure Skating and Hockey Sports School) یک مرکز و مدرسه اسکیت نمایشی در ایروان پایتخت ارمنستان می‌باشد. این مرکز در دسامبر ۲۰۱۵ افتتاح شد و گنجایش ۵۳۸ صندلی را دارا است. این مرکز در ۲۷/۱۰ خیابان دریاسالار ایساکوف و مجاور پیست دوچرخه‌سواری ایروان واقع شده‌است. 

## تاریخچه
اولین مدرسه اسکیت نمایشی و هاکی روی یخ در ایروان در سال ۱۹۷۱ افتتاح شد. با این حال ساخت و ساز مرکز جدید در ژوئن ۲۰۱۴ شروع شد و در نوامبر ۲۰۱۵ تکمیل شد. بودجه این مرکز توسط "MonArch Group" مستقر در مسکو به مدیریت کارآفرین ارمنی سرگئی هامبارتسومیان تأمین شد. مجموعه هزینه ساخت و ساز این مرکز ۷.۵۵ میلیون دلار آمریکا شد.
این مرکز به صورت رسمی در تاریخ ۵ دسامبر ۲۰۱۵ با حضور رئیس‌جمهور سرژ سرکیسیان و ایرینا رودنینا افتتاح شد.
مجموع مساحت این مرکز سه طبقه ۴٬۳۶۰ مترمربع می‌باشد جایی که میدان مسابقات اسکیت نمایشی ۱٬۸۰۰ مترمربع احاطه کرده‌است. گنجایش این ورزشگاه ۵۳۸ صندلی می‌باشد.

این مرکز به نام ایرینا رودنینا قهرمان ۱۰ دوره اسکیت نمایشی جهان و سیاستمدار اهل روسیه نامگذاری شده‌بود. در سال ۲۰۱۹ شورای شهر ایروان این مکان ورزشی را به نام مدرسه ورزشی اسکیت نمایشی و هاکی ایروان تغییر نام داد. 
شورای شهر ایروان مالک و گرداننده این مرکز می‌باشد. هم‌اکنون رئیس این مرکز ملانی آواکیان می‌باشد.